# Komitat Virovititz
Das Komitat Virovititz (kroatisch Virovitička županija, ungarisch Verőce vármegye) war eine historische Verwaltungseinheit im Königreich Kroatien und Slawonien (ungarisch Horvát-Szlavónország), einem autonomen Königreich unter der ungarischen Stefanskrone innerhalb der Habsburgermonarchie. Der Komitatssitz war zunächst in Virovitica (ungarisch Verőce, deutsch Virovititz/Wirowititz), wurde aber im 18. Jahrhundert nach Osijek (ungarisch Eszék, deutsch Esseg) verlegt. Das Komitat umfasste eine Fläche von 4.867 km². Der Volkszählung von 1910 zufolge hatte das Komitat 272.430 Einwohner.
In der derzeitigen Verwaltungsgliederung der Republik Kroatien befinden sich heute auf demselben Gebiet in etwa die Gespanschaften Virovitica-Podravina und Osijek-Baranja.

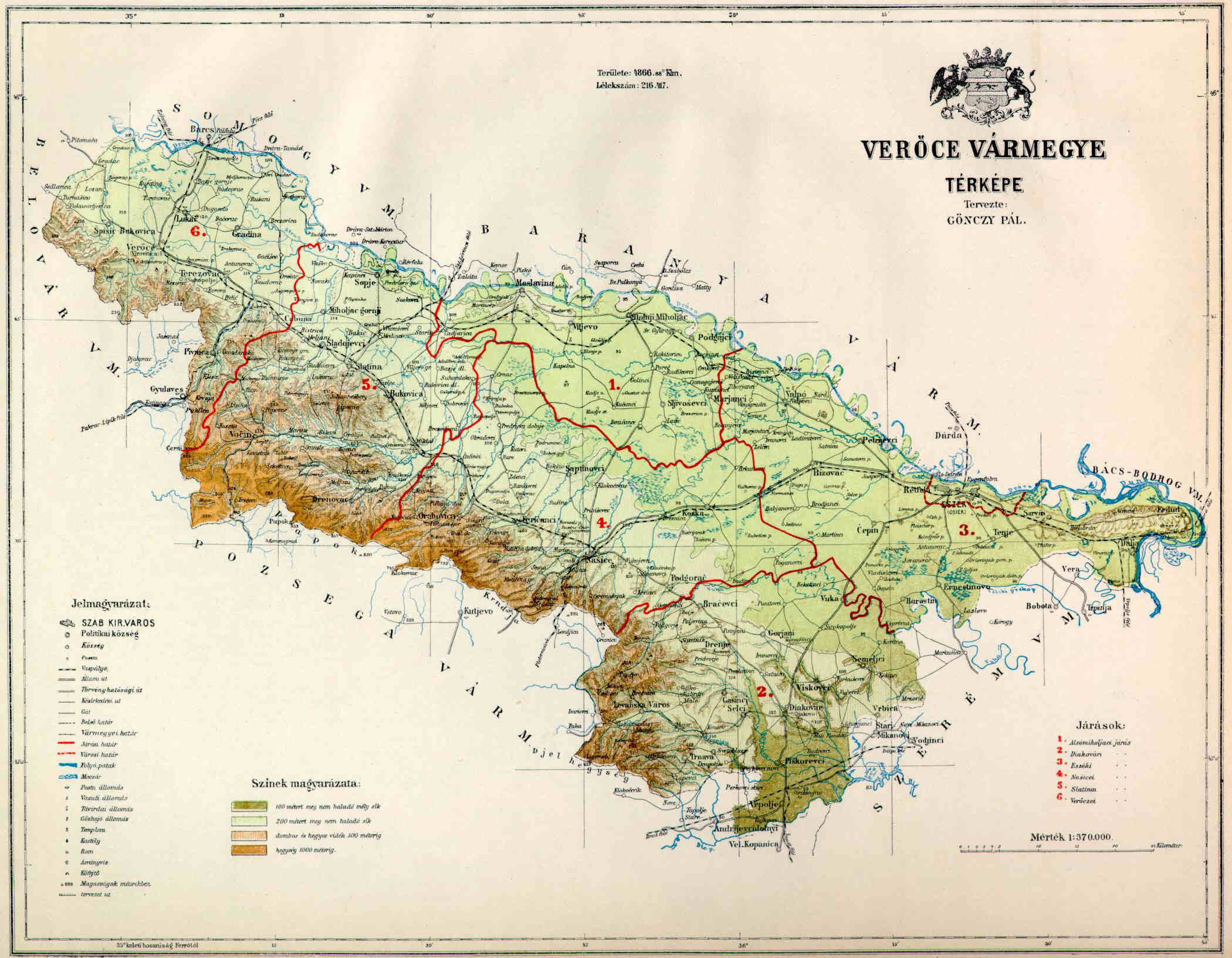
Landkarte des Komitats Virovitica um 1890

## Bezirksunterteilung
Das Komitat bestand im frühen 20. Jahrhundert aus folgenden Stuhlbezirken (nach dem Namen des Verwaltungssitzes benannt):
| Stuhlbezirke (járások)                  | Stuhlbezirke (járások)               |
| Stuhlbezirk                             | Verwaltungssitz                      |
| --------------------------------------- | ------------------------------------ |
| Donji Miholjac (Alsómiholjác)           | Donji Miholjac (ungar. Alsómiholjác) |
| Đakovo (Diakovár)                       | Đakovo (ungar. Diakovár)             |
| Osijek (Eszék)                          | Osijek (ungar. Eszék)                |
| Našice (Nasic)                          | Našice (ungar. Nasic)                |
| Szlatina (Szlatina)                     | Slatina (ungar. Szlatina)            |
| Virovitica (Verőce)                     | Virovitica (ungar. Verőce)           |
| Stadtkreis (törvényhatósági jogú város) |                                      |
| Osijek (ungar. Eszék)                   |                                      |

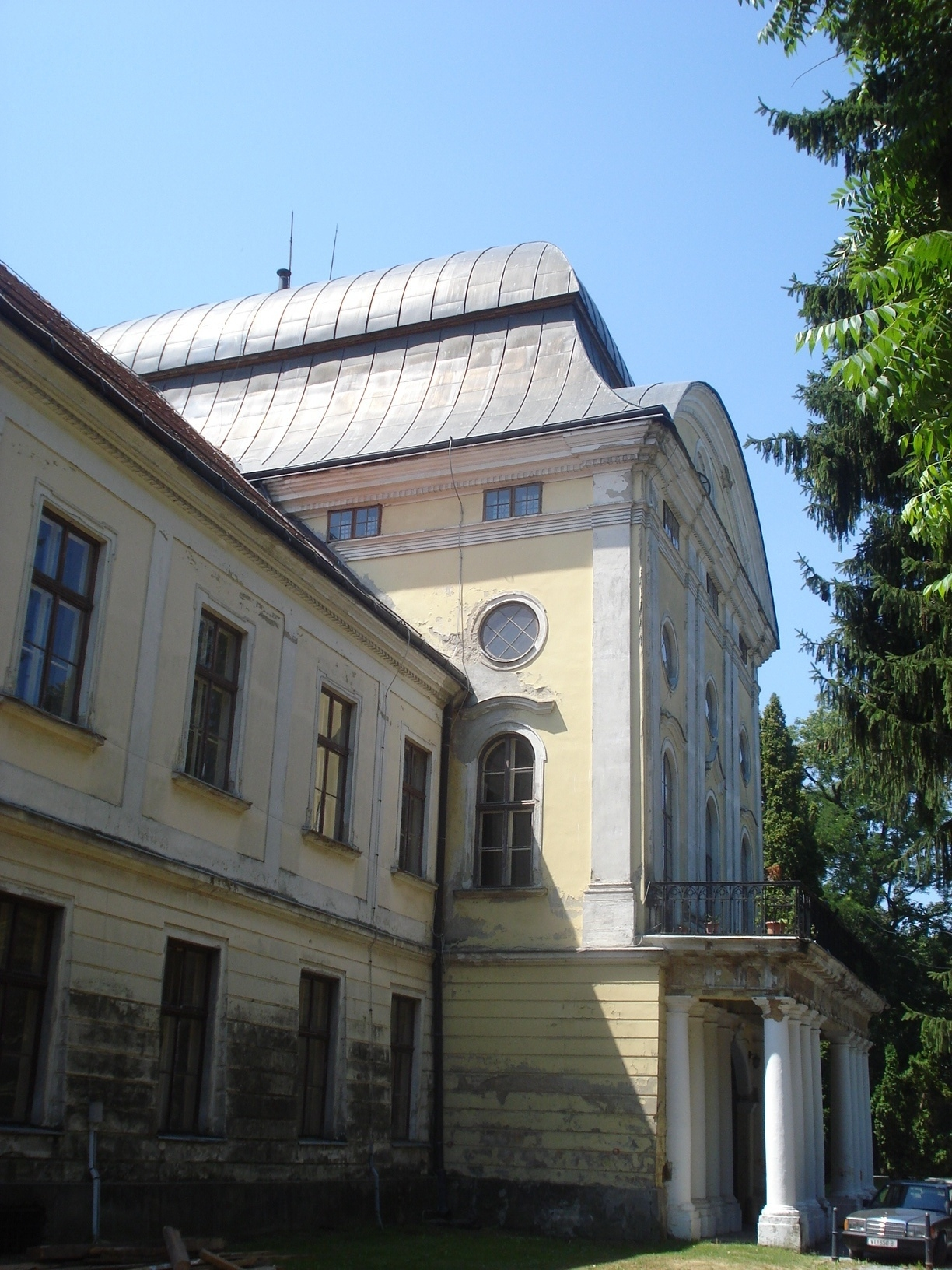
Schloss Pejačević in Virovitica, dem Komitatssitz

Alle genannten Orte liegen im heutigen Kroatien.